# Parade de printemps
Pour plus de détails, voir Fiche technique et Distribution.
Parade de printemps (titre original : Easter Parade) est un film musical américain réalisé par Charles Walters, avec Judy Garland, Fred Astaire et Peter Lawford, sur une musique de Irving Berlin, sorti en 1948.

## Synopsis
New York, 1912. Don Hewes (Fred Astaire), un dandy en froid avec sa petite amie rencontre dans un bar Hannah Brown (Judy Garland) dont il s’éprend aussitôt. Il lui promet de faire d’elle une star qui attirera tous les regards, change son nom en Juanita, lui achète de nouvelles tenues et lui apprend à danser. Don et Hannah décrochent la vedette d’un spectacle qui commence la veille de Pâques. C’est un triomphe.

## Fiche technique
- Titre : Parade de printemps
- Titre original : Easter Parade
- Réalisation : Charles Walters
- Scénario : Sidney Sheldon, Frances Goodrich et Albert Hackett d'après une histoire de Frances Goodrich et Albert Hackett
- Direction artistique : Cedric Gibbons et Jack Martin Smith
- Décors : Edwin B. Willis et Arthur Krams
- Costumes : Irene (pour les femmes) et Valles (pour les hommes)
- Photographie : Harry Stradling Sr., assisté de Sam Leavitt (cadreur, non crédité)
- Montage : Albert Akst
- Musique : Irving Berlin et Conrad Salinger (non crédité)
- Musique additionnelle et arrangements : Roger Edens et Johnny Green (non crédités)
- Chorégraphie : Fred Astaire (non crédité), Robert Alton et Charles Walters (non crédité)
- Production : Arthur Freed et Roger Edens (Producteur associé)
- Société(s) de production : Loew's et M.G.M.
- Société(s) de distribution : M.G.M. (États-Unis) / (France)
- Budget : 2 503 654 $ US[1]
- Pays de production :  États-Unis
- Langue originale : anglais
- Format : couleur (Technicolor) – 35 mm – 1,37:1 – mono (Western Electric Sound System)
- Genre : film musical et comédie romantique
- Durée : 107 minutes
- Dates de sortie : 
  - États-Unis : 8 juillet 1948
  - France : 22 septembre 1950

## Distribution
- Judy Garland : Hannah Brown

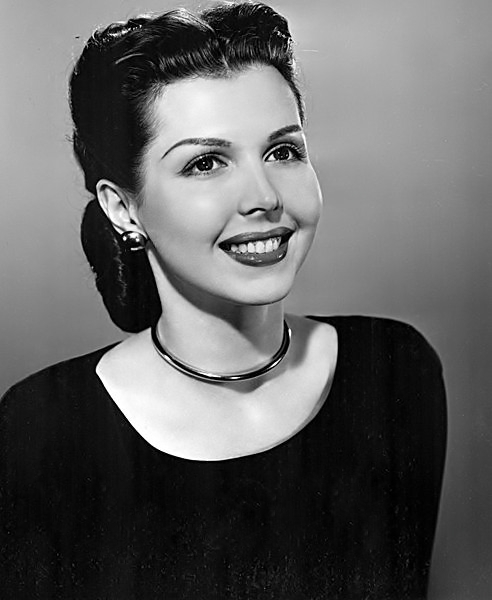
Ann Miller.

- Fred Astaire (VF : Roger Rudel) : Don Hewes
- Peter Lawford  (VF : Gérard Férat) : Jonathan «Johnny» Harrow III
- Ann Miller  (VF : Thérèse Rigaut) : Nadine Hale
- Jules Munshin : François
- Clinton Sundberg : Mike, le barman
- Richard Beavers : Chanteur
- Hector and His Pals : Eux-mêmes
- Sara Shane : Showgirl

Acteurs non crédités
- Jeni Le Gon : Essie, la servante de Nadine
- Richard Simmons : Al, assistant de Ziegfeld

## Numéros musicaux
- Happy Easter
- Drum Crazy : Fred Astaire
- It Only Happens When I Dance With You
- I Want to Go Back to Michigan : Judy Garland
- A Fella with an Umbrella : Judy Garland, Peter lawford
- Montage de Spectacle de variétés : I Love A Piano / Snookey Ookums / The Ragtime Violin / When the Midnight Choo-Choo Leaves for Alabam : Judy Garland, Fred Astaire
- Shakin' the Blues Away : Ann Miller
- Steppin' Out with My Baby : Fred Astaire
- A Couple of Swells : Judy Garland, Fred Astaire
- The Girl on the Magazine Cover
- Better Luck Next Time : Judy Garland
- Easter Parade : Judy Garland, Fred Astaire
- Let Me See Him By The Shore : numéro coupé

## Genèse du film
Grand classique de la comédie musicale américaine, Parade de Printemps est avant tout le produit d’un maître incontesté du genre, Arthur Freed, grand producteur de la MGM, promoteur de films aussi célèbre que Le Chant du Missouri (Meet me in St-Louis), Show Boat, Un Américain à Paris, Chantons sous la pluie ou encore Tous en scène.
Il fut l’initiateur des plus grands talents du musical : il recruta Gene Kelly à Broadway, favorisa l’ascension de Judy Garland au sein de la MGM, relança la carrière de Fred Astaire au milieu des années quarante et sut s’entourer d’une « troupe » de techniciens et de nouvelles recrues du monde du spectacle. Il engagea Vincente Minnelli alors débutant, converti les danseurs Stanley Donen et Charles Walters à la réalisation, et découvrit de jeunes actrices comme Cyd Charisse et Leslie Caron entre autres…
On lui doit aussi d’avoir produit le seul film réunissant en tête d’affiche, les deux superstars de la comédie musicale Judy Garland et Fred Astaire. Pourtant, ce casting rêvé n’était pas celui prévue au départ.
Après avoir réalisé Le Pirate avec Judy Garland et Gene Kelly, Vincente Minnelli, le metteur en scène, entreprend de tourner Parade de Printemps avec les mêmes interprètes et avec de nouveau Arthur Freed à la production. Judy Garland est tombée malade pendant Le Pirate et a été hospitalisée dès la fin du tournage. Tout juste sortie de la maison de repos, elle reprend le chemin des studios pour Parade de Printemps, malgré sa santé encore précaire. Judy Garland tient à réussir sa rentrée mais l’actrice est encore fragile psychologiquement et la maison de production veut réunir tous les ingrédients pour la rassurer. Elle retrouve donc Gene Kelly, avec qui elle a déjà tourné For Me and My Gal et Le Pirate, et son mari Vincente Minnelli est à la réalisation. Seulement leur union traverse une crise grave et Arthur Freed, sous les conseils des médecins de Judy, demande à Minnelli de renoncer au projet pour préserver la santé de la star. Le réalisateur déclara dans son autobiographie : « …Bien sûr, je comprenais. Si le fait de tourner ensemble devait engendrer des conflits émotionnels, la solution était simple ! Nous devions tourner séparément, tout en continuant sur le plan privé, à me montrer encourageant, à lui prodiguer toute mon attention. »
Charles Walters acteur, danseur, chorégraphe officiel de la MGM est choisi pour la réalisation : « En fait, j'ai fait mon second film par hasard. Vincente Minnelli devait le tourner avec Judy Garland, qui était devenue sa femme, et ils étaient déjà en train de répéter lorsque leur psychiatre a suggéré qu'ils ne devaient pas travailler ensemble, que la moitié de leur temps passé ensemble suffisait… Alors Arthur Freed m'a convoqué et m'a dit qu'il allait me donner le film. » Walters avait réalisé l’année précédente son premier film, Vive l'amour.
Les répétitions reprennent, mais à quelques jours du tournage, Gene Kelly se foule la cheville en jouant au baseball. Très vite, Gene Kelly propose d’être remplacé par Fred Astaire en semi-retraite depuis deux ans, depuis il se consacre à une chaîne de studios de danse et à une de ses passions, l’élevage de chevaux de course. Après quelques hésitations (il se trouve trop vieux pour le rôle), il finit par accepter grâce à la lecture du script. et à la perspective d’être le partenaire de Judy Garland.
Pour la première fois réunis, le couple s’entend à merveille. Arthur Freed témoigna : « Judy était ravie de travailler avec Fred Astaire. Le souci qu’elle mettait à peaufiner ses chansons, elle le reporta sur ses numéros dansés. Et elle pigeait vite. Je n’ai jamais vu quelqu’un répéter aussi dur qu’elle. Si Irving Berlin me céda les droits de son œuvre, c’est qu’il voulait absolument faire un film avec Judy. Voilà la vraie raison. »
Arthur Freed et Fred Astaire qui avait déjà collaboré pour Yolanda et le voleur et Ziegfeld Follies, vont désormais travailler ensemble pendant près de dix ans et trouver leur apogée pour le chef d’œuvre Tous en scène.
Cependant le tournage ne fut pas de tout repos, Judy Garland épuisée physiquement retombe malade. Somnifères et amphétamines lui font subir de « dramatiques fluctuantes prises de poids », des sautes d’humeur et des absences répétées. Le tournage se termina par miracle, il remporte à sa sortie un succès tel que la MGM voulut enchainer tout de suite un autre film, Entrons dans la danse, avec la même équipe. Mais c’était par trop présumer des forces de l’actrice et après trois semaines de répétition, elle est incapable de continuer à tourner ce nouveau film et doit renoncer au rôle.
 Elle est remplacée par la partenaire privilégiée des années trente de Fred Astaire, Ginger Rogers.
Cyd Charisse était prévue pour le rôle de Nadine Hale mais tout comme Gene Kelly elle se blessa et fut remplacée par Ann Miller.
Le tournage se déroula du 25 novembre 1947 au 9 février 1948 dans les studios de la Metro-Goldwyn-Mayer à Culver City et des scènes additionnelles furent tournées le 12 mars 1948.
Le budget est estimé à 2 503 654 dollars avec une recette brute de 6 803 000 dollars aux États-Unis.

## Commentaires
Cette comédie réunit Judy Garland et Fred Astaire (qui signe son retour après deux années d’absence) dans une atmosphère nostalgique très Belle Époque.
Le scénario a été conçu sur d’anciennes et de nouvelles chansons d’Irving Berlin, tournant autour du vaudeville et des revues du début du siècle. Dans le ballet intitulé In The Harem on retrouve les mêmes coloris criards et exotiques déjà présents dans la comédie musicale Le Pirate (The Pirate). Charles Walters, Robert Alton et Fred Astaire ont imaginé de petits numéros drôles et inventifs, dont Beautiful faces need beautiful clothes avec le gag de la robe en plumes de Top Hat.
Réussite totale au niveau musical et chorégraphique, Parade de Printemps est conçu en une suite impressionnante de numéros avec dix-sept chansons dont huit nouvelles toutes écrites par Irving Berlin.

### Critiques
Le film reçut un succès aussi bien critique que public et est considéré encore aujourd’hui parmi les meilleures comédies musicales américaines.
- « Prenez Irving Berlin, Fred Astaire et Judy Garland, la musique, la danse, et voilà un film de première classe, un feu d’artifice… Fred Astaire est plus que jamais caracolant et magnifique et superbement épaulé par mademoiselle Garland. Dans Parade de printemps mademoiselle Garland accède vraiment à la maturité… Une belle actrice, sûre de son talent. Parade de printemps n’est pas seulement son dernier film, c’est aussi l’un de ses meilleures apparitions. » Georges Barnes[18]
- « Trois étoiles et demi. Tout ce que les amateurs de cinéma ont cherché depuis longtemps à Broadway : gaieté, esprit, musique, le rythme magique d’Ann Miller et de Fred Astaire et de Judy Garland gazouillant ces airs fascinants d’Irving Berlin… » Kate Cameron[19]
- « …Musicalement, c’est un vrai bonheur, avec Astaire interprétant un solo de batterie dans Dum crazy, dansant au ralenti Stepping out with my baby ou se déguisant en clochard pour le célèbre duo A couple of swells, qui deviendra un classique de Garland sur scène. Avec Shakin' the Blues Away, la virtuose des claquettes Ann Miller est particulièrement à son avantage dans son costume jaune, très technicolor. »[20]

### Distinctions
- Roger Edens et Johnny Green reçurent l'Oscar de la Meilleure adaptation pour un film musical.